# Блокада УСРР (1932—1933)
Блокада УСРР (1932—1933) — заходи керівництва СРСР під час Голодомору в Україні у 1932—1933 роках, спрямовані на ізоляцію окремих районів і України в цілому, з метою примушення селян до здачі продовольства та приховання наслідків Голодомору.

## Організація блокади
Дії більшовицького керівництва СРСР з призупинення відправки на село товарів для виконання значно збільшеного плану заготівель сільськогосподарської продукції восени 1932 року не досягли бажаного для нього успіху. Наступним, більш репресивним кроком стало занесення сіл, які не виконували плану хлібозаготівель, на «чорну дошку». Це означало, що будь-яка торгівля у селі припинялася, із закладів торгівлі вилучалися всі наявні товари. Закривалися пошти, школи, аптеки. Села оточувалися військами, які не випускали місцевих жителів.
6 листопада 1932 року ЦК КП(б)У оголосив «товарну блокаду районів, які не виконують плани хлібозаготівель». Це означало з постачання промкрамом вже знімалися не окремі особи, господарства, населені пункти, а цілі адміністративні одиниці. З цих районів селянам заборонялося виїжджати, їм не продавалися залізничні квитки. Селяни, що самовільно полишали свої місця проживання, попадали під арешт. Заборонялися листування й поширення інформації про фактичне становище, відбувалося цілковите замовчування голоду. 20 листопада посланець із Москви В. Молотов став вимагати повної заборони у цих районах торгівлі сіллю, сірниками та гасом, які ще були дозволені.
Під блокаду попало вісім районів Дніпропетровської області (Апостолівський, Василівський, Васильківський, Великолепетиський, Михайлівський, Нікопольський, Нижньосірогозький, Солонянський), два — Донецької (Артемівський та Старомикольский), три — Київської (Баришівський, Макарівський, Малинський), сім — Одеської (Андреіванівський, Великоолександрівський, Зінов'ївський, Кривоозерський, Любашівський, Троїцький, Фрунзенський), вісім — Харківської (Балаклійський, Бригадирівський, Валківський, Ізюмський, Кобеляцький, Новогеоргіївський, Онуфріївський, Сахновищанський) та два — Чернігівської (Бобринецький, Носівський). Разом це було 28 районів з 357 у тодішній УСРР.
Репресивні заходи тривали й далі. 1 січня 1933 року Й. Сталін надіслав керівникам УСРР телеграму, в якій вимагав сповістити через сільради всіх колгоспників і одноосібників, щоб вони добровільно здавали державі «раніше розкрадений і прихований хліб». Нарівні з нормативними актами, з допомогою яких здійснювалась організація штучного голоду на всій території СРСР, існувала ціла низка специфічно «українських», а точніше — антиукраїнських законів, постанов, інструкцій, директив тощо.
Рятуючись від голодної смерті, селяни намагалися виїхати за межі України, щоб придбати там їжу. Проте громадянам, які в'їжджали в Україну з боку Росії, було заборонено провозити харчі без дозволу держави.
22 січня 1933 року Сталін своєю директивою заборонив виїзд селян з території УСРР у Росію та Білорусь. Для цього їм припинили продавати квитки на залізниці та водному транспорті, дороги блокували підрозділи ДПУ. Було заарештовано майже 220 тисяч селян, з яких понад 186 тисяч силоміць повернули додому вмирати голодною смертю.
Був заборонений виїзд у райони, які прилягали до кордонів з Румунією й Польщею, у яких конфіскація продовольства не проводилися. Кордони з цими країнами були перекриті й вибратися до них було неможливо. Українців, які намагалися дістатися до Румунії або Болгарії водним шляхом, перехоплювали.
Блокада України була як продуктовою, так і інформаційною. Влада робила все, щоб заперечити й приховати наявність голоду. Відмовилася від продуктів, зібраних на українських територіях, що перебували на той час у Польщі, мотивуючи це відсутністю голоду. Німеччині було відмовлено в контактах з етнічними німцями-колоністами, яким вона хотіла надати матеріальну та фінансову допомогу.